# Walter Hälg

Walter Hälg (1982)

Walter Hälg (* 30. April 1917 in Basel; † 28. Dezember 2011 in Baden AG; heimatberechtigt in Basel) war ein Schweizer Physiker und Professor an der ETH Zürich.

## Leben
Walter Hälg studierte Mathematik, Physik und Chemie an der Universität Basel. Unter der Leitung seiner Lehrer August Hagenbach und Max Wehrli entstanden interessante UV-spektroskopische Arbeiten an Indium- und Gallium-Halogeniden. Nach dem Abschluss seiner Dissertation 1943 trat er der kernphysikalischen Gruppe der Universität Basel bei und war massgeblich an der Berechnung und am Aufbau eines 1-MeV-Kaskadengenerators beschäftigt.
Nach dem Zweiten Weltkrieg wurde man auch in Europa auf die Möglichkeiten der Atomtechnik aufmerksam. Hälg wurde von der BBC Baden beauftragt, die Probleme der Kernspaltung zu studieren, und war massgebend an der Entwicklung des schweizerischen Schwerwasserreaktors Diorit beteiligt.
Er wurde im Jahr 1960 vom Bundesrat zum ordentlichen Professor für Reaktortechnik der ETH Zürich gewählt. Er stand mehrere Jahre dem Institut für Reaktortechnik vor und initiierte später die ersten Untersuchungen zur Nutzung des Protonenbeschleunigers am Schweizerischen Institut für Nuklearforschung (SIN) als Spallationsneutronenquelle, wie sie später vom Paul Scherrer Institut (PSI) verwirklicht wurde. Er wurde 1977 vom damaligen Rektor der ETH Zürich zum Delegierten für Forschung ernannt. Bis zu seiner Emeritierung im Jahr 1984 war Hälg zudem zehn Jahre lang zuerst Mitglied, danach Präsident der Forschungskommission der ETH Zürich.

## Forschung
1955 wurde Hälg zum Vorstand des Physiklaboratoriums der BBC Baden ernannt. Das bedeutendste Projekt war die Untersuchung von Siliziumhalbleitern, deren Anwendung als Gleichrichter bis zur technischen Entwicklung und Produktion vorangetrieben wurde. Bei der Errichtung eines schweizerischen Reaktorforschungsinstitutes war Hälg massgeblich beteiligt. Dank seiner Initiative wurde in der oberen Beznau bei Würenlingen auch bald ein geeigneter Standort gefunden. Unter seiner Leitung als Chef der Abteilung Reaktorphysik und Reaktorentwicklung entstand in kurzer Zeit ein eigenes Forschungslabor, in dem an der Realisierung des ersten schweizerischen Reaktors gearbeitet wurde. Am 26. August 1960 erreichte der Reaktor Diorit seine erste Kritikalität: die Schweiz besass nun einen leistungsfähigen Forschungsreaktor, der sich zu grundlegenden Untersuchungen der kondensierten Materie mittels Neutronenstreuung eignete.
Unter Hälgs Anleitung entstanden zahlreiche Doktorarbeiten auf den Gebieten Reaktortheorie, Neutronenstreuung, Numerische Mathematik und Computerwissenschaften an der ETH Zürich. Hälgs vielfältige Beiträge sowie seine Pionierrolle bei der Forschung mit Neutronen waren der Grund, dass der Preis der Europäischen Vereinigung für Neutronenstreuung (ENSA) Walter-Hälg-Preis benannt wurde.

## Mitgliedschaften und Auszeichnungen
- American Nuclear Society[4]
- Ehrenmitglied der Schweizer Neutronenstreugemeinschaft[1]
- Physikalische Gesellschaft von Zürich[1]
- Stifter des Walter-Hälg-Preises der European Neutron Scattering Association[3]

## Publikationen (Auswahl)
- Photodissoziation zweiatomarer Moleküle in Ionen bei Einstrahlung zwischen 2200 AE und 1700 AE. Dissertation Universität Basel 1943.